# Критериум Сайтамы
Критериум Сайтамы (англ. Saitama Criterium) — велогонка-критериум, с 2013 года ежегодно проводящаяся в японской префектуре Сайтама. Соревнование проводит организатор Тур де Франс «Amaury Sport». Хотя гонка однодневная, разыгрываются классификации, присущие многодневным гонкам.

## Призёры
| Год  | Победитель          | Второй        | Третий             |
| ---- | ------------------- | ------------- | ------------------ |
| 2013 | Крис Фрум           | Петер Саган   | Руй Кошта          |
| 2014 | Марсель Киттель     | Петер Саган   | Александр Кристофф |
| 2015 | Джон Дегенкольб     | Фумиюки Беппу | Крис Фрум          |
| 2016 | Петер Саган         | Сё Хацуяма    | Крис Фрум          |
| 2017 | Марк Кавендиш       | Фумиюки Беппу | Юсукэ Хатанака     |
| 2018 | Алехандро Вальверде | Герайнт Томас | Юкия Арасиро       |

### Классификации
| Год  | Очковая             | Горная          | Молодёжная        | Бойцовская     | Командная           | Японская командная |
| ---- | ------------------- | --------------- | ----------------- | -------------- | ------------------- | ------------------ |
| 2013 | Фумиюки Беппу       | Руй Кошта       | Петер Саган       | Фумиюки Беппу  | Cannondale          | не определялась    |
| 2014 | Винченцо Нибали     | Рафал Майка     | Петер Саган       | Фумиюки Беппу  | Team Giant-Shimano  | Aisan Racing Team  |
| 2015 | Юсукэ Хатанака      | Ромен Барде     | Ромен Барде       | Юкия Арасиро   | Trek Factory Racing | Aisan Racing Team  |
| 2016 | Марсель Киттель     | Ромен Барде     | Адам Йейтс        | Фумиюки Беппу  | Tinkoff             | Bridgestone–Anchor |
| 2017 | Грег Ван Авермат    | Крис Фрум       | Альберто Беттиоль | Варран Баргий  | BMC Racing Team     | Aisan Racing Team  |
| 2018 | Александер Кристофф | Винченцо Нибали | Кота Ёкояма       | Маттео Трентин | Япония на ТдФ       | Matrix Powertag    |